# KREVA CONCERT TOUR '07 意味深
『KREVA CONCERT TOUR '07 意味深』（クレバ コンサート ツアー '07 いみしん）は、日本のヒップホップソロアーティストKREVAによる2作目の映像作品（DVD）である。発売元はポニーキャニオン。

## 概要
日本のヒップホップソロアーティストとしては初となる全国大ホール・ツアーである「KREVA CONCERT TOUR '07 意味深」の模様を収録したDVDである。
ツアーの実施要綱は2007年2月に発表され、6月9日、10日の東京公演を皮切りに、6月27日に名古屋、6月28日に大阪、6月30日に福岡の4会場5公演が開催され、約1万4000人を動員した。
本ツアー開催中に、久保田利伸 meets KREVAの「JFN Human Conscious' Choice 〜Unity」ツアーも同時期に開催していた。
本ツアー開催中の6月20日に発売された「くればいいのに」は披露されなかった。
本ツアーで披露された新曲は後にアルバム『よろしくお願いします』に収録された。

## 収録映像曲
1. OPENING
「揺さぶるブルー」が流れる。
2. ストロングスタイル
3. THE SHOW
4. You don't stop!!
新曲（当時）
5. H.A.P.P.Y
ここから前回のツアーのメドレー
6. いいと思う
7. My Life
8. 江戸川ロックオン
9. トリートメント
10. ファンキーグラマラス
11. DAN DA DAN
ここまで前回のツアーのメドレー
12. JUMP ON IT
新曲（当時）
13. ビコーズ
新曲（当時）
14. ひとりじゃないのよ
15. 涙止まれよ
16. Everyday☆エビデー☆
17. 国民的行事
18. Have a nice day!
19. イッサイガッサイ
20. 音色
21. アグレッシ部
22. it's for you　ENCORE1
23. スタート　ENCORE1
24. 希望の炎　ENCORE2